# Зикови (Котельницький район)
Зи́кови (рос. Зыковы) — присілок у складі Котельницького району Кіровської області, Росія. Входить до складу Юбілейного сільського поселення.
Населення становить 15 осіб (2010, 22 у 2002).
Національний склад станом на 2002 рік — росіяни 100 %.